# Älvhögsborg
Älvhögsborg är en idrotts- och friskvårdsanläggning som ligger i centrala Trollhättan. Anläggningen drivs av kommanditbolaget Älvhögsborg KB som ägs till 50 % av Peab Projektutveckling Väst AB och till 50 % av Trollhättans kommun. Anläggningen erbjuder bad, gymnastik, bowling, sjukgymnastik med mera. Det finns också inomhushallar för handboll, innebandy, bordtennis och basket. På sommaren finns även tre utomhusbassänger att tillgå.

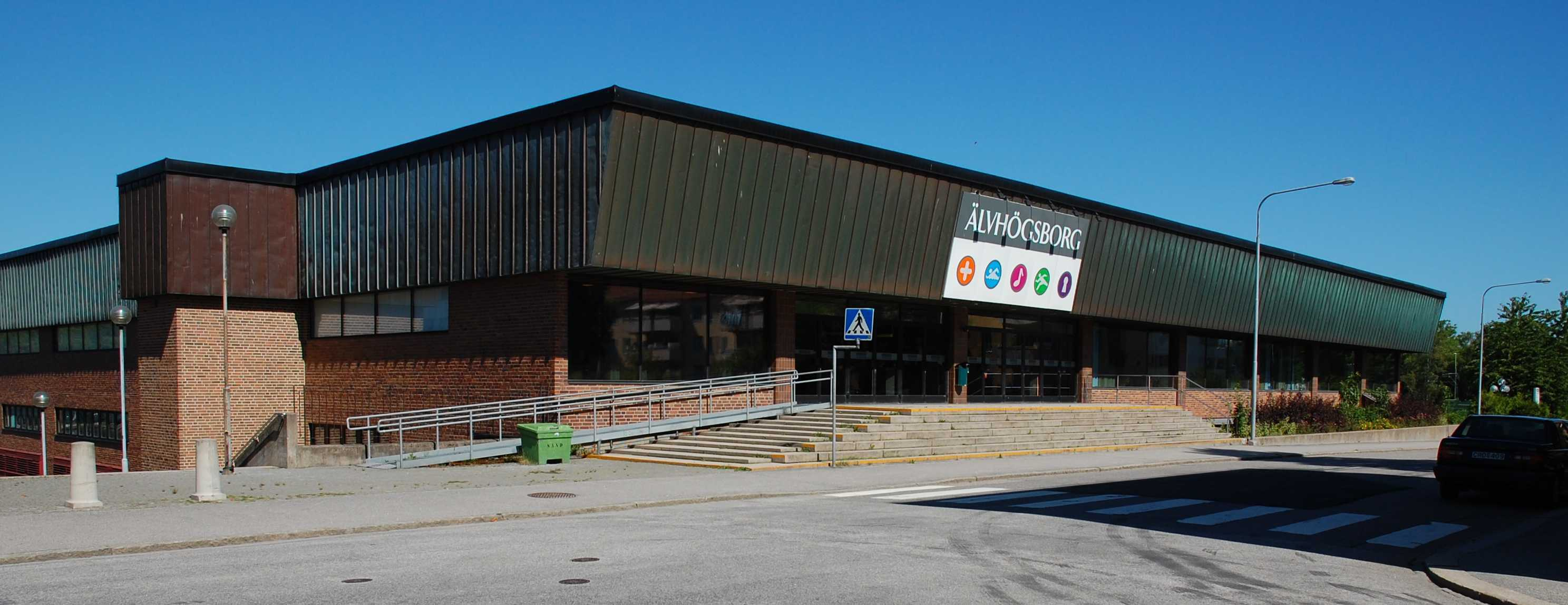
Älvhögsborg

| Namn        | Kapacitet | Sport                                                            |
| ----------- | --------- | ---------------------------------------------------------------- |
| A-hallen    | 2700      | Fotboll, handboll, innebandy, basket, volleyboll eller badminton |
| Entréhallen | 800       | Innebandy, fotboll, handboll.                                    |
| B-hallen    | 300       | Innebandy, volleyboll, handboll, basket, fotboll eller badminton |
| C-hallen    | -         | Bordtennis                                                       |
| E-hallen    | -         | Dans, kampsport                                                  |
| F-hallen    | -         | Dans, kampsport                                                  |
| Borggården  | -         | Gymnastik                                                        |